# Sundsborg
Sundsborg var en svensk fästning i Bohuslän, vid Svinesund strax framför Ringdalsfjordens mynning, som byggdes 1717 och raserades redan 1719. Ruinerna är belägna i Hogdals socken i Strömstads kommun.
Ritningarna till Sundsborg utfördes 1716 av general-kvartermästarlöjtnanten Lorentz Kristoffer Stobée. Befästningarna var inte sammanhängande, utan utgjordes av retranche-manger, batterier, skansar och redutter, omgivna av förhuggningar och palissader. 2 maj 1717 bestämde Karl XII att de skulle utökas med fem redutter och en palissaderad kontereskarp med likaledes palissaderad grav vid portlinjerna. Baracker skulle dessutom uppföras för 1 000-1 200 man m.m. Fästningen eller rättare det förskansade lägret blev slutligen 1 800 meter i omkrets (längden uppgick till 570 m och bredden till 390 m) och bestyckades med 41 kanoner, 6 mörsare och 3 nickhakar. Ett mitt i positionen liggande stort batteri för fem kanoner kallades Svineborg. 1718 slogs nedanför Sundsborg två broar över Svinesund.
13 juli 1718 öppnade norrmännen kraftig eld mot Sundsborg från Rörbæks batteri och några galejor, men den tystades snart av fästningens kanoner. Dessa skyddade även svenska truppernas marsch under Karl Gustaf Dücher över Svinesund 10 november samt kavalleriets och fältartilleriets återtåg 20 december, men därmed var också Sundsborgs roll utspelad. Sedan broarna 21 december hade brutits, börjadefästningen utrymmas, och 22 februari 1719 fann såväl generalitetet som generalkvartermästare Magnus Palmqvist den vara "onödig". Befästningarna raserades alltså, och natten till 3 juli förstördes det sista verket. Inget hindrade sedan norrmännens övergång över sundet 8 juli, varefter dessa 14 juli delvis iståndsatte och besatte Sundsborgs befästningsverk. Vid norrmännens utmarsch ur Bohuslän 23 och 24 augusti förstörde de dem emellertid för andra gången. Fortfarande syns dock åtskilliga lämningar av Sundsborg